# Torreón del Baño de la Cava
La torre del Baño de la Cava es un torreón de la ciudad española de Toledo.

## Descripción

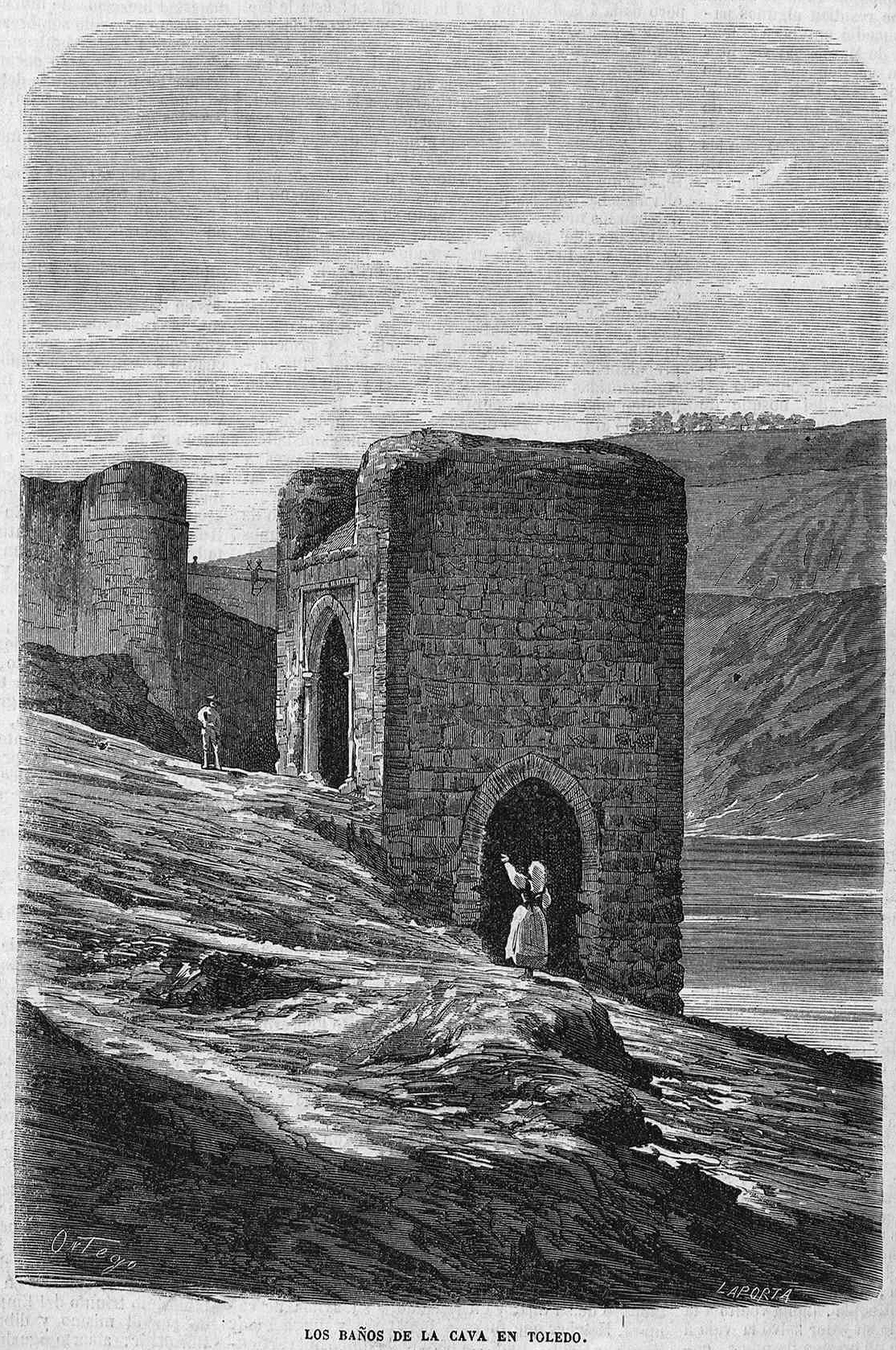
Dibujado por Ortego (El Museo Universal, 1868)

Está ubicado en la ciudad española de Toledo, capital de la provincia homónima, en Castilla-La Mancha. Se encuentra al oeste del casco histórico, junto al curso del río Tajo, pasado el puente de San Martín y antes del de la Cava. En torno a la torre, o la zona donde se encuentra, existe una leyenda, conocida como del Baño de la Cava, que le da nombre, en la que intervienen el rey visigodo Don Rodrigo y una mujer llamada Florinda.
El torreón, situado en un punto junto a donde en el pasado se alzó un puente de barcas, fue declarado monumento nacional junto a otras torres, puertas, murallas y puentes de la ciudad el 21 de diciembre de 1921, mediante una real orden publicada de 25 de ese mismo mes en la Gaceta de Madrid, con la rúbrica de César Silió. En la actualidad cuenta con el estatus de Bien de Interés Cultural.